# Ernestina Godoy Ramos
Ernestina Godoy Ramos (Ciudad de México, 17 de enero de 1954)es una abogada y servidora pública mexicana. Desde el 1 de octubre de 2024, es la Consejera Jurídica de la Presidencia de México durante el gobierno de la presidenta Claudia Sheinbaum.
Es miembro fundadora del Movimiento Regeneración Nacional. Como legisladora, se desempeñó como diputada a la Asamblea Legislativa del Distrito Federal por el distrito 27 de 2012 a 2015; como diputada federal por el distrito 4 de la Ciudad de México de 2015 a 2018 y como senadora en 2024. Fue Procuradora General de Justicia de la Ciudad de México de 2018 a 2020 y Fiscal General de Justicia de la Ciudad de México, del 10 de enero de 2020 al 9 de enero de 2024.

## Trayectoria académica
Estudió en la Facultad de Derecho de la Universidad Nacional Autónoma de México. 
Fundó diversas organizaciones de la sociedad civil como la Asociación Nacional de Abogados Democráticos,  Alianza Cívica y Convergencia de Organismos Civiles por la Democracia. En 1985 instaló un despacho para atender legalmente a las víctimas del sismo.
Fue representante de la sociedad civil en la Comisión de Seguimiento y Verificación de los Acuerdos de San Andrés Larrainzar firmados por el EZLN y el gobierno.

## Trayectoria política
Como funcionaria pública, fue directora de Desarrollo Delegacional en Iztapalapa, Coordinadora de Asuntos Jurídicos en la Procuraduría Social del DF y directora general jurídica y de Estudios Legislativos en la Consejería Jurídica y de Servicios Legales del Distrito Federal.
En su trayectoria legislativa, fue diputada local en la VI Legislatura de la Asamblea Legislativa del Distrito Federal y diputada federal en la LXIII Legislatura. También fue diputada local en la I Legislatura del Congreso de la Ciudad de México, coordinando el Grupo Parlamentario de Morena.
Entre 2018 y 2020, sirvió como Procuradora General de Justicia de la CDMX, cargo para el que fue ratificada por primera vez al momento de traspasarse la procuradoría a la nueva Fiscalía General de Justicia. Para ella, tuvo que ser nominada por el Consejo Ciudadano, quien la nominó a votación en la Asamblea Legislativa de la CDMX. Compitió contra el académico Carlos Daza Gómez y el abogado Fernando Vázquez Herrera.
En las elecciones del 2 de junio, compitió en fórmula con el secretario de Seguridad Ciudadana de la Ciudad de México, Omar García Harfuch, para ocupar los escaños al Senado de mayoría relativa de la Ciudad de México. En ellas, su fórmula obtuvo la victoria con 54.3 % de los votos contra 36.24 % de la oposición.